# Death Duel
 (décembre 2018).
Si vous disposez d'ouvrages ou d'articles de référence ou si vous connaissez des sites web de qualité traitant du thème abordé ici, merci de compléter l'article en donnant les références utiles à sa vérifiabilité et en les liant à la section « Notes et références ».
Death Duel est un jeu vidéo de tir à la première personne sorti en 1992 sur Mega Drive. Le jeu a été développé par Punk Development et édité par RazorSoft. Il n'est sorti qu'aux États-Unis.